# Canon EF-S 10-18 мм
Canon EF-S 10-18mm  f/4.5-5.6 IS STM — сверхширокоугольный зум-объектив для цифровых фотокамер Canon EOS с байонетом Canon EF-S и технологией шагового двигателя (STM). Был анонсирован 13 мая 2014 года, старт продаж был запланирован на июнь. Объектив предназначен для фотокамер с кроп-матрицей.